# 36 Рака
36 Рака (лат. 36 Cancri) — звезда, которая находится в созвездии Рака. Это карлик белого цвета класса А главной последовательности. Звезда расположена в 461 световых годах от земли и имеет видимую звёздную величину +5.92, то есть звезду можно едва разглядеть при идеальных условиях (ясное небо, отсутствие ветра и светового загрязнения).
Звезда тяжелее солнца в 3.4 раза, радиус — тоже в 3.4 раза превышает радиус Солнца. Светимость в 73 раза превосходит светимость солнечной, температура поверхности составляет около 9200 К.